# Leptothrips larreae
Leptothrips larreae är en insektsart som beskrevs av Ian A. Hood 1939. Leptothrips larreae ingår i släktet Leptothrips och familjen rörtripsar. Inga underarter finns listade i Catalogue of Life.